# Charles Antoine Marie Année
Pour les articles homonymes, voir Année.
Charles Antoine Marie Année, né le 13 février 1812 à Naples et mort le 28 novembre 1841 à Paris, est un peintre français.

## Biographie
Charles Antoine Marie Année est le fils d'Antoine Année (1770-1846), dramaturge, et de Marie Antoinette Imbert (1772-1850).
Élève d'Eugène Devéria et de Léon Cogniet, il expose au Salon de 1834 à 1842.
En 1837, il épouse Zoé Rose Stéphanie Garnier.
Il meurt à l'âge de 29 ans à son domicile de la rue des Maçons Sorbonne. Il est inhumé au cimetière du Montparnasse.

## Participation aux Salons parisiens
(sauf mention)
- Promenade sentimentale ; costumes du temps de Louis XV, au Salon de 1834
- J. J. Rousseau chez madame Basile, au Salon de 1835
- J.-J. Rousseau chez Mme Basne, au Salon de 1835 (Valenciennes)
- L'amant timide, au Salon de 1835
- Mme de Genlis et la paysanne de Sissy, au Salon de 1835 (Valenciennes)
- Portrait de Mme Legrand, sage-femme en chef de l'école d'accouchement, au Salon de 1835
- La visite du médecin, au Salon de 1836
- Pierrette chez la reine, au Salon de 1837
- Trait de bienfaisance de la Reine Marie-Antoinette, au Salon de 1837 (Douai)
- Les contes du grand-père ; intérieur flamand, au Salon de 1838
- Les contes du grand-père, au Salon de 1838 (Valenciennes)
- La partie de cartes, au Salon de 1839
- La visite à la sorcière ; effet de lune, au Salon de 1839
- Le joueur de musette ; effet de coucher de soleil, au Salon de 1839
- Portrait du docteur M., au Salon de 1839
- Roi et poète, au Salon de 1839
- Le médecin hollandais, au Salon de 1840
- Histoire de la Sainte-Vierge en six tableaux : 1° L'enfance de la Vierge / 2° L'annonciation / 3° La Vierge mère / 4° La fuite en Egypte / 5° La mère des douleurs / 6° L'assomption, au Salon de 1840
- Portrait de Mme Alexandre G., au Salon de 1841
- Jeune fille caressant une colombe, au Salon de 1842